# Solariola bucolorum
Solariola bucolorum (лат.) — вид жуков-долгоносиков рода Solariola из подсемейства Entiminae. Назван в честь семьи спелеологов Bucolo (Elisa и Carmelo) за помощь в работе.

## Распространение
Встречаются в Италии, Сицилия (Catania, Linguaglossa, Piano Porcaria), на высоте 1110 м, около вулкана Этна. Обнаружены у входа в пещеру в песчаной почве.

## Описание
Жуки-долгоносики мелкого размера с узким телом, длина от 3,40 до 3,80 мм, ширина надкрылий 1 мм, длина рострума от 0,55 до 0,60 мм, ширина 0,40 мм. От близких видов отличается депигментированной и слабо склеротизированной поверхностью кутикулы тела, надкрылья с редкими пунктурами. Основная окраска тела коричневая. Усики 11-члениковые булавовидные. Глаза редуцированные. Скутеллюм очень мелкий. Коготки лапок одиночные. Встречаются в песчаных почвах. Предположительно ризофаги.

## Таксономия
Впервые был описан в 2019 году итальянскими энтомологами Чезаре Белло (Cesare Bello, Верона, Италия), Джузеппе Озелла (Giuseppe Osella, Верона) и Козимо Бавьера (Cosimo Baviera, Messina University, Мессина). По признаку наличия на пронотуме специализированных щетинок (echinopappolepida) и узкого рострума включают в состав видовой группы Solariola doderoi трибы Peritelini (или Otiorhynchini).